# Fætter Hidsigprop
Fætter Hidsigprop er en tegneseriefigur i Anders And-universet.
Han er tit hidsig som navnet siger, og han er ifølge Don Rosas stamtræ bror til Fætter Vims, som er søn af Andolf And og Lulu Lom.
Han optræder kun i en serie tegnet af Carl Barks, hvor hans bestilling er at flåde tømmer. Anders hjælper ham her med at komme før en meget arrogant konkurrent Sorte Pjerrot (ikke at forveksle med Sorteper).